# Tappeh Mārān
Tappeh Mārān (persiska: تپّه ماران) är en ort i Iran.   Den ligger i provinsen Kermanshah, i den västra delen av landet, 500 km väster om huvudstaden Teheran. Tappeh Mārān ligger 511 meter över havet och antalet invånare är 485.
Terrängen runt Tappeh Mārān är kuperad åt nordväst, men åt sydost är den platt. Runt Tappeh Mārān är det ganska tätbefolkat, med 155 invånare per kvadratkilometer. Närmaste större samhälle är Sarpol-e Z̄ahāb, 16,5 km söder om Tappeh Mārān. Omgivningarna runt Tappeh Mārān är i huvudsak ett öppet busklandskap.